# Slrn

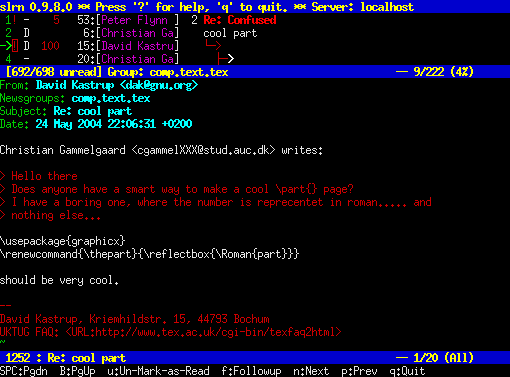
slrnのスクリーンショット

slrnはテキストベースのオープンソースなニュースクライアントである。元々Unix系のオペレーティングシステム向けに開発されたが、現在はMicrosoft Windowsを含む他の様々なOSでも利用できる。
slrnはテキストユーザインタフェースで操作でき、ソフトウェアは様々にカスタマイズ可能である。slrnと同じ作者であるJohn E. Davisによって作成されたS-Langライブラリを利用している。名前はS-Langの頭文字とソフトウェアの機能である「ニュースの読込み」(read news)に由来している。
slrnは2000年から2007年までThomas Schultzにより管理されていたが、現在は作者であるJohn E. Davisによってメンテナンスが行われている。現在、開発は異なる文字セットのサポートとS-Lang言語処理系をより密接に統合することに注力している。新しいバージョンである "pre-0.99" では、開発者プレビュー版としてこれらの機能が利用可能となっている。